# Mińska Fabryka Silników
Mińska Fabryka Silników MMZ (błr. Мінскі маторны завод, ros. Минский моторный завод, ang. Minsk Motor Plant) – białoruski producent silników z siedzibą w Mińsku.

## Historia
Źródło.
- 1948 – w części Mińskiej Fabryce Traktorów został utworzony departament silników, którego pierwszym zadaniem było przystosowanie do produkcji silnika startowego PD-10 a następnie produkcja silnika D-36
- 26 maja 1960 – został wydany dekret Komitetu Centralnego KPZR Rady Ministrów ZSRR № 563 "O początku budowy w mieście Mińsk fabryki silników do produkcji silników wysokoprężnych"
- 1962 – został zmontowany pierwszy prototyp silnik D-50 a rok później rozpoczęła się produkcja seryjna
- 1963 – 11360 silników D–50 opuściło taśmę produkcyjną na potrzeby produkcji ciągników rolniczych МТZ–50
- 1974 – rozpoczęła się produkcja nowej rodziny czterocylindrowych silników D-240 i ich wersji z bezpośrednim wtryskiem paliwa. Milion silników opuściło taśmy montażowe.
- 1984 – rozpoczęcie produkcji silnika D-245. Wyprodukowanie 3-milionowego silnika
- 2007 - wyprodukowano 133 237 szt. silników[2]
- 2009 – rozpoczęcie produkcji 8-cylindrowego 425-konnego silnika Diesla w układzie "V" D-280 powstałego we współpracy z Tutajewską Fabryką Silników (TMZ)[2]
- 18 czerwca 2012 – oficjalne przedstawienie małolitrażowego 35-konnego silnika Diesla MMZ-3LD, 3-cylindrowego, o pojemności 1,6 l, średnicy i skoku tłoka 87х90 mm po raz pierwszy użyte do montażu ciągnika Belarus 320.4 w Bobrujskiej Fabryce Detali i Agregatów do Traktorów[3]
- 13 czerwca 2014 - rozpoczęcie produkcji turbodoładowanego silnika MMZ-3LTD o mocy 42 KM[4]